# وایدنشتتن
وایدنشتتن (به آلمانی: Weidenstetten) یک شهر در آلمان است که در الب-دانو-کریس واقع شده‌است. وایدنشتتن ۱٬۲۱۸ نفر جمعیت دارد.